# Olympische Sommerspiele 1912/Teilnehmer (Osmanisches Reich)
| Gelbes Symbol für Goldmedaillen mit stilisierten Olympischen Ringen | Graues Symbol für Silbermedaillen mit stilisierten Olympischen Ringen | Braundes Symbol für Bronzemedaillen mit stilisierten Olympischen Ringen |
| ------------------------------------------------------------------- | --------------------------------------------------------------------- | ----------------------------------------------------------------------- |
| —                                                                   | —                                                                     | —                                                                       |

Das Osmanische Reich nahm an den Olympischen Sommerspielen 1912 in Stockholm, Schweden, mit einer Delegation von zwei männlichen Sportlern teil.

## Teilnehmer nach Sportarten

### Leichtathletik
- Mığır Mığıryan
  - Kugelstoßen (einarmig): ausgeschieden nach der Qualifikationsrunde, 10,63 m, Gesamtrang 19
  - Kugelstoßen (beidarmig): ausgeschieden nach der Qualifikationsrunde, Gesamtdistanz: 19,78 Meter (Linke Hand: 10,85 m, Rechte Hand: 8,93 m), Gesamtrang sieben
  - Diskuswurf: ausgeschieden nach der Qualifikationsrunde, 32,98 m, Gesamtrang 34
  - Fünfkampf: Finale, Platz 23
  - Zehnkampf: Finale, nicht beendet (DNF)

- Vahram Papazyan
  - 800 Meter Lauf: ausgeschieden in Runde eins, Lauf sechs
  - 1500 Meter Lauf: ausgeschieden in Runde eins, Lauf sieben